# Vườn quốc gia Lago Puelo
Vườn quốc gia Hồ Puelo là một vườn quốc gia nằm ở phía tây bắc của tỉnh Chubut, ở Patagonia, Argentina. Nó có diện tích 276,74 km². Nó được thành lập để bảo vệ cảnh quan tuyệt đẹp cùng thảm thực vật của Valdivian, như một phần nhỏ của Vườn quốc gia Los Alerces. Đến năm 1971, nó được tuyên bố là một vườn quốc gia độc lập.
Tên của nó được đặt theo Hồ Puelo, được bao quanh bởi những khu rừng ôn đới, thảo nguyên Patagona và hệ sinh thái núi cao Andes, với chiều cao tối đa là 200 mét so với mực nước biển. Tại đây có khí hậu lạnh và ẩm ướt, có tuyết rơi vào mùa đông. Các thung lũng có một sự kết nối xuyên qua dãy Andes và vi khí hậu đặc biệt.
Những người định cư đầu tiên tại khu vực này sinh sống nhờ hoạt động săn bắn hái lượm tại thảo nguyên và sử dụng công cụ bằng đá để săn lạc đà. Có những bức tranh hang động trong vườn quốc gia cho thấy lịch sử văn minh tại đây. Ngày nay, cộng đồng người Mapuche sinh sống ở phần phía đông của vườn quốc gia.